# Agrippa Menenio Lanato (console 439 a.C.)
Agrippa Menenio Lanato (fl. V secolo a.C.) è stato un politico romano.

## Consolato
Agrippa Menenio Lanato fu eletto console a Roma nel 439 a.C. con il collega Tito Quinzio Capitolino Barbato, al suo sesto consolato.
Lucio Minucio, eletto prefetto all'Annona anche per quell'anno, accusò Spurio Melio di complottare per restaurare la monarchia. Tito Quinzio, accusato dal Senato di non essersi adoperato abbastanza per scongiurare il complotto, propone di conferire a Cincinnato la dittatura, in modo che potesse agire con i pieni poteri della carica.
Scongiurato il complotto con l'uccisione di Spurio Melio ad opera di Gaio Servilio Strutto Ahala, sostenuto nel suo operato dal dittatore, i senatori dovettero però cedere alle pressioni dei tribuni della plebe, che per l'anno successivo il governo di Roma fosse retto dai tribuni consolari.

## Primo tribunato consolare
Nel 419 a.C. fu eletto tribuno consolare con Spurio Nauzio Rutilo e Publio Lucrezio Tricipitino.
A Roma fu sventata una pericolosa rivolta degli schiavi, grazie a due delatori, ricompensati con 10.000 assi, mentre sul fronte esterno si registravano i soliti movimenti ostili degli Equi, e lo strano comportamento della città di Labico.
(Tito Livio, "Ab Urbe Condita", IV,4, 45)

## Secondo tribunato consolare
Nel 417 a.C. fu eletto tribuno consolare con Publio Lucrezio Tricipitino, Gaio Servilio Axilla e Spurio Veturio Crasso Cicurino.
L'anno, come il successivo, fu caratterizzato da rapporti esterni tranquilli, ed interni tesi a causa del ripresentarsi della questione agraria da parte dei tribuni della plebe.